# 振林山
振林山，是一個位於馬來西亞柔佛州新山縣內的市鎮，距離新山約20公里，士姑來約14公里，由依斯干達公主城市政廳管轄。馬新第二通道連接於此。

## 名稱
振林山的馬來文名爲Gelang Patah，意爲「斷鐲」。傳說當地有一名婦女在埔來河上乘船休息時，其手鐲突然被途經的鱷魚咬斷奪走，從此這座臨近埔來河的村子便得名「斷鐲」。另一傳說則是，從前柔佛有位愛狩獵的王子，帶著他的妻子和隨從來此打獵，碰巧他妻子的手鐲折斷，他問了隨從這個地方的名字，卻沒有人知道，王子便把此地喚作「斷鐲」。新山海峽時報記者則認爲，因振林山河道劃出的曲線，給人感覺形似斷掉的鐲子，才因而得名。
根據英籍行政官J. V. Cowgill於1924年所写的〈柔佛中文地名〉，當時Glang Patah中文名爲「巫許前港」，潮州話標音Bu Koh Tsoin Kang，隸屬龜咯縣。南洋史地學家許雲樵於1961年所寫的〈柔佛的港主制度〉也有記載Glang Patah港名「巫許前港」。「巫許」是個複姓，族人來自潮州饒平，在19世紀港主年代，柔佛的新山、峇株巴轄和麻坡一帶，有不少巫許姓氏的港主。
現今Gelang Patah的中文名爲「振林山」。一說「振林山」三字爲當地開埠先驅鄭荊召和鄭荊倫兄弟在1920年代所組織的實業公司名稱。也有說當年鄭氏兄弟開闢此地時，資金不足，曾向新加坡富商李振殿和林金殿求助，鄭氏兄弟就取李振殿的「振」和林金殿的「林」字，稱這座小市鎮爲「振林山」，以紀念兩位資助的功績。另一說鄭氏兄弟因資金不足而求助新馬教育家林文慶的公司振和號，從此當地被喚作「振林山」。

## 歷史

### 港主時代
據學者卡爾·特羅基整理的〈1844年至1884年歷年港契表〉第15條載，Tanjun Galang Patah於1853年4月11日發下港權給三名巫許姓人士，他們是Bu Koh Ah Kow（巫許亞九，音譯）、Bu Koh Ah Noi（巫許亞蓮，音譯）及Bu Koh Boo Hin（巫許文興，音譯）。1874年Glam Pata港主爲Bu Koh Leoman（巫許梁曼，音譯）。另根據學者M. A. Fawzi Basri的〈1885年柔佛甘蜜園丘表〉第26條載，1885年Gelang Patah還有Boo Koh Ow Kang（巫許後港），港主爲Boo Koh Kim Chue（巫許金水，音譯）。據學者鄭良樹推測，在柔佛港主时代Gelang Patah有二港，一前一後，爲巫許家族所擁有。此外，振林山郊外還有泊港（Kampung Pok）、謝厝港、呂𪚩港（Tiram Duku）等港腳。
2009年4月，在振林山甘榜雙溪馬來由的膠園發現了清朝華人墓碑羣。其中一塊可辨識的墓碑，年份爲咸豐五年（1855年），刻有「清 仁盛巫許 公墓」和「六月平溪鄉」，墓主即是一位來自潮州饒平坪溪鄉的巫許姓人士。墓碑所在地很可能就是以前的巫許前港，印證了19世紀港主時代以潮州人為主移墾柔佛的歷史事實。2010年5月14日，墓碑羣在新山中華公會策劃下落戶振林山路中華山莊墓園，並於同年7月27日舉行揭幕禮。

### 市鎮建設
直到20世紀初，振林山依舊是荒野森林。1914年原籍福建德化的鄭荊召遷居柔佛，他從士姑來九英里處開始向西南移進從事園丘種植。其弟弟鄭荊倫隨後於1919年南來，一同着手從事開墾工作。他們建立木薯廠製造薯粉，接着興建一間長形店屋，取名「秀林」。1926年，他們發展到另一地興建三間店鋪，因此當地得名「三間店」。至遲在1928年石龜來九個石（士姑來九英里）已有「振林山膠園」之名見於報導。在一份勘測至1928年1月，於1935年12月局部修訂的地圖上，Glang Patah臨近已有Chin Lim San Estate（振林山園丘）的橡膠林園。
到了1929年，鄭氏兄弟已開闢了15公里的公路和路旁園丘，而到了振林山的中心地。他們在這塊中心地建立起小市鎮，興建30間兩層樓的店屋，喚作「振林坡」。之後，鄭氏兄弟又以振林坡爲中心繼續發展，開闢三條大路。1930年代，他們在附近改種橡膠和黃梨，並設立了黃梨廠，僱傭800多名工人。爲了調劑員工生活，鄭氏兄弟也在黃梨廠附近開闢公園，游泳池，和興建可容千人的大觀戲院。當時在振林山範圍，東西及南北距離各十英里皆種植樹膠和黃梨，面積總數達五萬餘英畝。許多新加坡富商，如陳嘉庚、林金殿、李玉榮、陳文確、李光前等，都在振林山擁有產業。隨着振林山居民愈多，在1931年，鄭荊召和鄭荊倫等人集議創辦一間小學，並請李光前和陳文確資助。1932年7月，明德學校正式開課。1936年7月26日，振林山河岸四塊總計104英畝又14桿，上建有振林黃梨廠，附流水線和員工宿舍、26間雙層店屋、學校及外屋等的土地，在新山最高法院拍賣。最終由李光前於8月6日以八萬元得標。

### 日據時期
1937年七七盧溝橋事變後，南洋各地華僑紛紛提倡捐款運動，是年9月鄭荊倫出而領導成立振林山區籌賑會。1939年4月14日，武漢合唱團蒞臨振林山演唱，籌得賑款1300餘元。1941年12月8日，日軍登陸吉蘭丹哥打峇魯，开始進軍馬來亞。振林山於此時由鄭荊倫領導建築避難所，新山新加坡等處華僑很多移居振林山避難所，認為振林山地處偏僻，可以渡過難關。1942年2月1日，日軍先頭部隊入振林山街市，但很快就往新山而去。翌日，日軍數隊由新山再至振林山，脅迫居民於一小時內遷出，謂要作用兵之地，並強搶物資和姦污婦女。此時期日軍駐振林山部隊，據聞達二萬餘人。2月15日，新加坡淪陷，振林山的日軍部隊遂渡海移駐，到25日已無日軍看守，但日軍派人迫使逃避者需一律返家，否則重辦。3月5日（農曆正月十九），日軍追捕當地居民，將他們押向市街一隅，然後以尖刀刺殺，或以機關槍射殺，三百多人在此次屠殺中死亡。之後振林山華僑出而領取良民證，辦理奉納金，自當年4月至翌年1月，暫得安穩，但爾後又三番五次遭日軍逮捕屠殺。日據時期前後，振林山被害人數總計在一千以上。日軍投降後，振林山僑領李于稟、王春興等發起收集受害者骸骨，於1946年12月10日舉行公葬，並建碑以紀其事。

### 緊急狀態時期
二戰後，英軍重返馬來亞，馬來亞共產黨開始進行反殖民活動，進行罷工、罷課，與英殖民政府關係日益緊張。1948年6月16日，霹靂和豐三名歐洲籍園丘主管被馬共成員殺害，6月18日，英殖民政府宣佈全馬來亞進入緊急狀態，展開了曠日持久的剿共戰爭。1949年5月28日，英政府頒布畢利斯計劃，振林山也因此移殖成新村，附近散居的村民被集體遷至新村居住，並受到嚴密監視。當時振林山新村居民建立了約300所房屋。包括振林山在內的柔佛西南部地區，馬共活動頻繁，被列爲「黑區」，因此實施戒嚴，禁止村民接濟馬共。當時振林山新村有一道木門，木門的所在就是現今振林山街口中央的交通燈處。下午6時以後木門就關閉，居民不得進出；如果非得出境，就必須大費周章到警局申請。
1951年1月，振林山新村居民投票選出首屆新村委員會。1952年7月再次投票選出第二屆，選舉於明德學校禮堂進行，共141人投票，投票率爲30%，新當選的頭人爲Heng Jin Peng。根據1954年8月31日的柔佛新村人口家庭普查，振林山新村有282戶家庭，人口1214人，其中華人占93%，馬來人占6%，印度人占1%。直到1958年12月18日，包括振林山在內的柔佛西南地區才被列爲「白區」，不再受緊急法令限制。當時振林山的宣佈白區儀式由東姑馬末（即後來的柔佛蘇丹依斯干達） 主持，慶祝活動爲期一週。

### 丹絨古邦空難

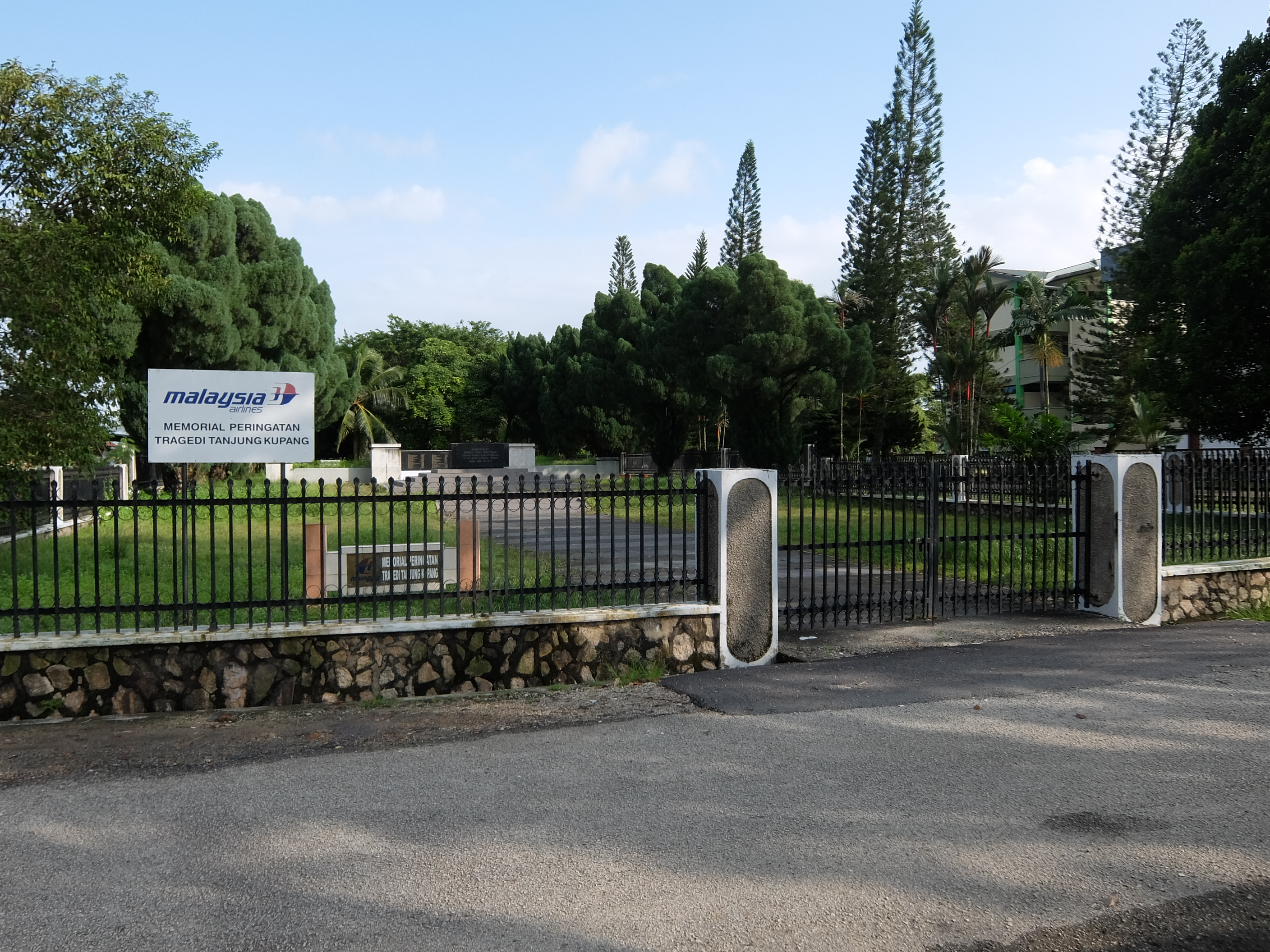
位於新山哥文茶路的丹絨古邦空難紀念公墓

1977年12月4日，一架馬來西亞航空波音737客機疑似遭到日本赤軍劫機，之後在振林山丹絨古邦墜毀，機上100人全数罹难，即是馬來西亞航空653號班機空難。12月4日晚上7時21分，馬航653號班機由檳城峇六拜國際機場起飛，機上載有93名乘客和7名機員，其中包括馬來西亞農業部長阿里阿末。該架班機於晚上7時46分在煤炭山上空，準備降落吉隆坡梳邦國際機場，此時騎劫者闖入機艙。7時49分，班機報告梳邦機場控制塔，說機上有一名騎劫者，班機正朝向新加坡飛去，並請求飛行的通過。8時07分，班機跟新加坡巴耶利峇機場取得聯繫。8時12分，班機回報說已知獲得新加坡機場控制塔允許下降，這是班機傳出的最後一次訊息，之後便失去聯繫。8时14分飛機從機場雷達上消失。這架班機最終於8時16分在丹絨古邦甘榜拉當沼澤叢林中墜毀。搜尋及拯救行動於8時18分開始進行。機上100人無人生還，現場甚至找不到完整的屍體。這也是馬航首宗致命空難。
墜機後，馬來西亞民航局與新加坡和英國的民航專家抵達現場調查。12月9日，罹難者的遺骸在新山哥文茶路的公墓集體安葬，不分國籍、種族、宗教。萬人出席了葬禮。12月10日，飛行資料記錄儀被尋獲。12月22日，機艙談話錄音器在15英尺深的沼澤被尋獲，送往英國倫敦分析。由於當年世界各地已發生多起日本赤軍劫機事件，此次空難也被懷疑是赤軍所爲。1978年9月7日，馬來西亞交通部長公佈空難調查報告書，證實航班遭人騎劫，墜機前兩名飛行員被劫機者槍殺，機師失去能力後劫機者企圖駕駛飛機，但最終飛機失去控制而墜毀，惟依舊無法確定劫機者的人數和國籍。時至今日，劫機者的身份依舊未明。

### 馬新第二通道

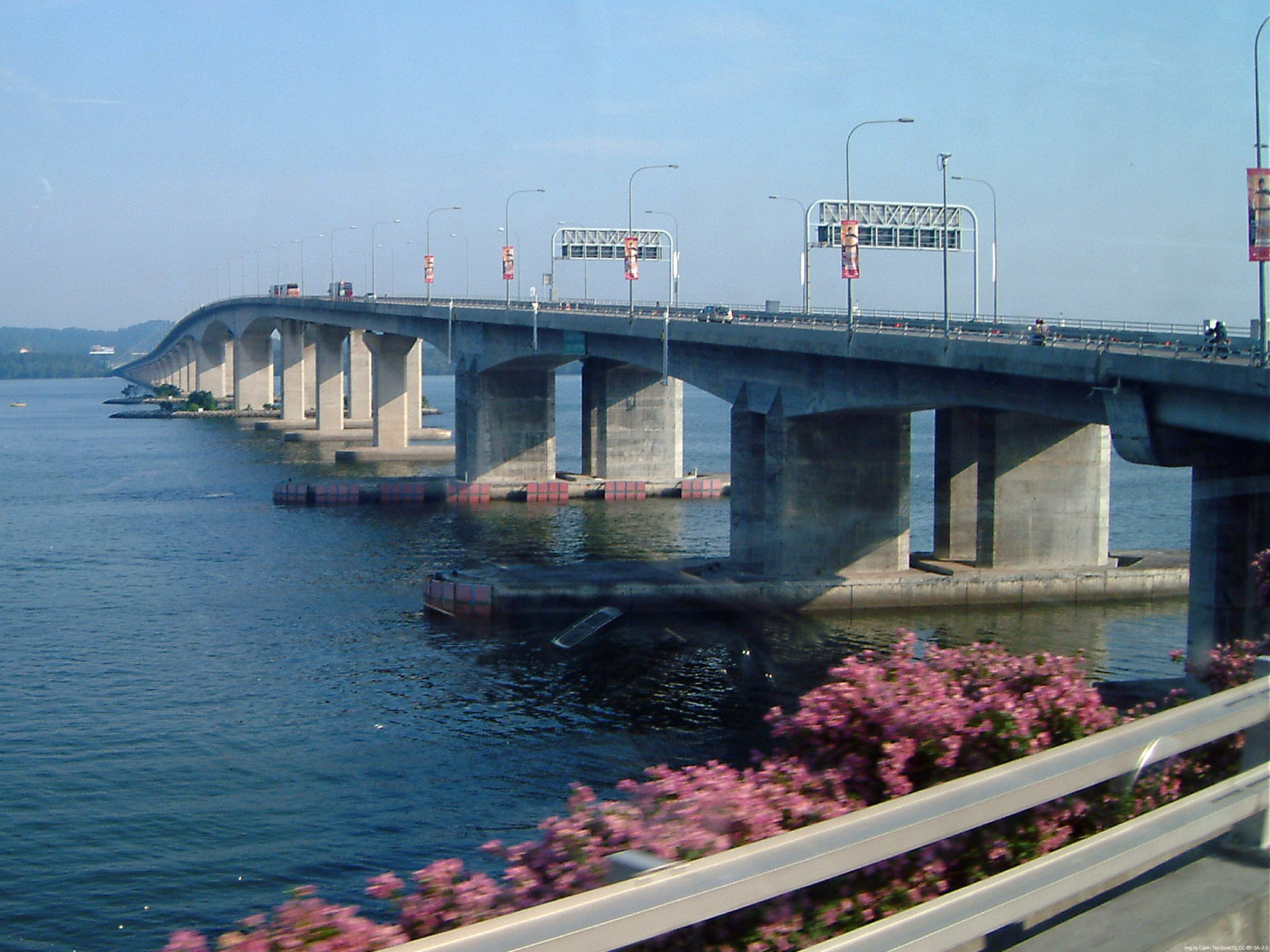
從新加坡方向拍攝的馬新第二通道大橋

馬新第二通道是一座總長1.9公里的雙向三車道跨海大橋，連接馬來西亞振林山丹絨古邦與新加坡大士，是繼新柔長堤之後的第二個馬新通道。隨着新柔長堤交通日益繁忙，爲解決交通擁堵問題，馬新政府在1980年開始探討興建第二條過境通道。1994年3月22日，時任馬來西亞工程部長廖莫宜和新加坡國家發展部代部長林勛強在吉隆坡正式簽署協議，協議包括設計、建造和維護第二通道的方案。1995年1月8日，馬新第二通道大橋工程展開，振林山工程開始動土。工程分兩個階段進行，第一階段是爲大橋的主要橋墩建造兩個島嶼，第二階段是建造大橋主跨。馬來西亞政府也在丹絨古邦興建新的移民及檢疫綜合大樓、在振林山開發1.1萬公頃的城鎮，以及建設第二通道高速公路。1997年7月31日，費時近三年興建的馬新第二通道正式銜接，時任馬來西亞工程部長三美威魯和新加坡國家發展部長林勛強一同出席了封頂儀式。
1998年1月2日上午10時，馬新第二通道正式啟用，3月17日，開始向使用第二通道的車輛收費。4月18日，時任馬來西亞首相馬哈迪和新加坡總理吳作棟一同出席正式通車儀式。由於過路費高昂，以致第二通道的使用率不足，爲此馬新政府採取了各種措施以鼓勵更多人使用。2010年8月1日起，馬新第二通道雙邊收費同步降價30%。2018年2月13日起，馬來西亞降低非高峰時段過路費，新加坡於同年4月1日起跟進。2019年1月1日起，馬來西亞取消徵收摩托車過路費，新加坡於同年1月21日起跟進。

### 21世紀發展
依斯干達經濟特區於2006年7月30日成立，振林山在特區之內。

## 政治

### 地方政府
振林山地方議會（Gelang Patah Local Council）成立於1953年9月3日，由居民選舉產生的6名議員組成，首任地方議會主席是林池塘（Lim Tee Tong）。地方議會每年都會複選，林池塘也成功當選議會主席數年。1957年8月21日，振林山地方議會加入兩名由州政府任命的新議員，即馬來人和印度人各一名。根據《1952年地方議會法令》和《市政局法律第118號》，州政府每年提供津貼予地方議會，地方議會的主要收入來源是門牌稅、倒糞稅、營業執照費、腳車執照費以及代理取水費等。
直到1976年3月25日，经馬來西亞下議院通过的《1976年地方政府法令》（171法令）正式刊登憲報，全國的地方政府開始進行重組，而地方政府選舉也在此法令第15條文第（1）項下被廢除，地方議員改爲委任制。包括振林山地方議會在內的八個地方議會也被重組，合併成新山中區縣議會（Majlis Daerah Johor Bahru Tengah），並於1978年3月1日正式成立。2001年，新山中區縣議會升格爲新山中區市議會（Majlis Perbandaran Johor Bahru Tengah）。2017年11月22日，新山中區市議會升格爲依斯干達公主城市政廳（Majlis Bandaraya Iskandar Puteri）。現今振林山是隸屬於依斯干達公主城市政廳管轄的24個服務區域之一。現任依斯干達公主城市長是莫哈末哈菲茲（Mohd Haffiz bin Ahmad），於2021年2月1日起上任。

### 國會議席
1959至1974年，振林山屬於新山西區國會議席，由聯盟/國陣巫統候選人連續三屆當選國會議員，分別是1959至1964年的阿末莫哈末沙（Ahmad Mohamed Shah）、1964至1969年的拉末達勿（Rahmat Daud），以及1971至1974年的莫哈末拉末。1974年選區重劃，新山西區國會議席更名爲埔來國會議席。從1974年至1995年，莫哈末拉末連任該區國會議員。到了1995年選區再次重新劃分，振林山國會議席由埔來國會議席析出，振林山改屬以其命名的振林山國會議席。1995年至2004年，國陣馬華公會候選人張詩登當選振林山國會議員。同樣來自國陣馬華公會的曾亞英則在2004年至2008年當選。聯盟/國陣候選人中選該區國會議員近50年，未嘗敗績。
直到2013年第十三屆全國大選，民聯民主行動黨實權領袖林吉祥宣布攻打振林山國會議席。當時民聯將柔佛州鎖定為前線州，因此讓行動黨強人林吉祥領軍南下，以讓民聯贏取更多議席。國陣準候選人原本是馬華公會振林山區會主席張秀福，但隨着林吉祥決定上陣振林山，馬華公會最終決定將振林山讓給巫統，讓時任柔佛州務大臣阿都干尼與林吉祥對壘，上演「王者之戰」。最終，林吉祥以14,762張多數票成功打敗對手，振林山國會議席首次被反對黨贏下。2018年選區重劃，振林山更名爲依斯干達公主城國會議席。在2018年第十四屆全國大選，希盟民主行動黨候選人林吉祥對壘國陣馬華公會候選人張秀福，最終林吉祥成功守土。

### 州議席
1959至1995年，振林山隸屬以其命名的振林山州議席，皆由聯盟/國陣候選人當選州議員。其中1959至1974年由巫統候選人賽益莫哈末（Syed Mohamed Edros）勝選，1974至1986年由同樣來自巫統的莫哈末尤諾斯（Mohd. Yunos Sulaiman）當選振林山州議員，1986年至1990年則是馬華公會候選人周光發中選，1990年至1995年的振林山州議員爲同樣來自馬華公會的張詩登。
直到1995年選區重新劃分，振林山州議席自立成爲國會議席，振林山改屬丹絨古邦州議席。1995年至2004年，丹絨古邦州議席皆由國陣巫統候選人峇哈隆（Baharom Abd. Ghani）勝選。2004年選區重劃，丹絨古邦改名爲努沙再也州議席。2004年至2018年，國陣巫統候選人依舊成功當選爲努沙再也州議員，分別是2004年至2013年的阿都阿茲（Abdul Aziz Sapian）以及2013年至2018年的再尼（Zaini Abu Bakar）。2018年選區重劃，努沙再也再度更名爲依斯干達城州議席。在2018年第14屆大選中，希盟誠信黨候選人祖基菲里阿末成功在三角戰獲勝，當選首屆依斯干達城州議員，這也是首度由非國陣候選人中選該區州議員。
| 类型     | 编号 | 议席           | 议员         | 联盟 | 联盟     | 政党 | 政党       | 选民数量 （2018年） | 面积 （平方公里） | 密度 （人口/平方公里） |
| -------- | ---- | -------------- | ------------ | ---- | -------- | ---- | ---------- | ------------------- | ----------------- | ---------------------- |
| 國會議席 | P162 | 依斯干達公主城 | 林吉祥       |      | 希望聯盟 |      | 民主行動黨 | 138,299             | 294               | 470.40                 |
| 州議席   | N49  | 依斯干達城     | 祖基菲里阿末 |      | 希望聯盟 |      | 國家誠信黨 | 67,371              | 256               | 263.17                 |

## 人口
依斯干達公主城市政廳轄下振林山區域族羣結構比率（2010）
根據2010年馬來西亞人口普查，當時尚未升格成依斯干達公主城市政廳的新山中區市議會，其管轄的振林山區域共有2,110人，其中华裔占大多數，共1,230人或58.29%；而包括巫裔在内的土著爲785人或37.20%，印裔爲35人或1.66%，其他族群7人或0.33%，以及非公民53人或2.51%。:11与2000年相比，振林山區域总人口減少了334人或13.67%。其中华裔人口減少了545人或30.70%，土著人口增长了207人或35.94%，印裔人口減少了16人或31.37%，其他族群人口增长了6人，以及非公民总人口增长了14人。:11
在2000年，振林山區域有男性1,297人，女性1,147人，性別比爲113.08，共有家庭441戶，住處454所。:20到了2010年，振林山區域有男性1,097人，女性1,013人，性別比爲108.29，共有454戶家庭，501所住處。:26至於年齡結構，在2000年，振林山區域65歲及以上人口有136人，占總人口5.56%。:15到了2010年，振林山區域65歲及以上人口則有168人，占總人口7.96%。:17按國際通行標準，即65歲及以上人口占總人口比重達到7%爲界定，振林山區域已進入高齡化社會。
| 依斯干達公主城市政廳轄下振林山區域人口变迁 | 依斯干達公主城市政廳轄下振林山區域人口变迁 | 依斯干達公主城市政廳轄下振林山區域人口变迁 | 依斯干達公主城市政廳轄下振林山區域人口变迁 | 依斯干達公主城市政廳轄下振林山區域人口变迁 | 依斯干達公主城市政廳轄下振林山區域人口变迁 | 依斯干達公主城市政廳轄下振林山區域人口变迁 | 依斯干達公主城市政廳轄下振林山區域人口变迁 | 依斯干達公主城市政廳轄下振林山區域人口变迁 | 依斯干達公主城市政廳轄下振林山區域人口变迁 |
| 年份                                       | 总人口                                     | 公民总数                                   | 马来西亚公民                               | 马来西亚公民                               | 马来西亚公民                               | 马来西亚公民                               | 马来西亚公民                               | 马来西亚公民                               | 非公民总数                                 |
| 年份                                       | 总人口                                     | 公民总数                                   | 土著                                       | 土著                                       | 土著                                       | 华裔                                       | 印裔                                       | 其他族群                                   | 非公民总数                                 |
| 年份                                       | 总人口                                     | 公民总数                                   | 土著总数                                   | 巫裔                                       | 其他土著                                   | 华裔                                       | 印裔                                       | 其他族群                                   | 非公民总数                                 |
| ------------------------------------------ | ------------------------------------------ | ------------------------------------------ | ------------------------------------------ | ------------------------------------------ | ------------------------------------------ | ------------------------------------------ | ------------------------------------------ | ------------------------------------------ | ------------------------------------------ |
| 2010                                       | 2,110                                      | 2,057                                      | 785                                        | 750                                        | 35                                         | 1,230                                      | 35                                         | 7                                          | 53                                         |
| 2000                                       | 2,444                                      | 2,405                                      | 578                                        | 576                                        | 2                                          | 1,775                                      | 51                                         | 1                                          | 39                                         |

## 教育

### 小学
振林山共有14所小学，归属新山县教育局管辖，其中华文小学2所、国民小学11所，以及淡米尔小学1所。
| 类型       | 编号    | 中文名                   | 马来文名                     | 学生数量 （2020） | 坐标                                        |
| ---------- | ------- | ------------------------ | ---------------------------- | ----------------- | ------------------------------------------- |
| 华文小学   | JBC1020 | 明德华文小学             | SJK (C) Ming Terk            | 1,229             | 1°27′00″N 103°35′25″E / 1.4501°N 103.5902°E |
| 华文小学   | JBC1043 | 培智华文小学             | SJK (C) Pai Tze              | 878               | 1°29′41″N 103°35′34″E / 1.4946°N 103.5928°E |
| 国民小学   | JBA1029 | 振林山国民小学           | SK Gelang Patah              | 687               | 1°26′55″N 103°35′19″E / 1.4486°N 103.5886°E |
| 国民小学   | JBA1033 | 奔達士園坵国民小学       | SK Ladang Pendas             | 78                | 1°25′30″N 103°35′33″E / 1.4249°N 103.5925°E |
| 国民小学   | JBA1034 | 奔達士勞勿国民小学       | SK Pendas Laut               | 105               | 1°22′29″N 103°37′40″E / 1.3747°N 103.6277°E |
| 国民小学   | JBA1045 | 地南杜古国民小学         | SK Tiram Duku                | 232               | 1°22′53″N 103°33′57″E / 1.3815°N 103.5659°E |
| 国民小学   | JBA1046 | 丹絨亞當国民小学         | SK Tanjung Adang             | 98                | 1°21′16″N 103°33′54″E / 1.3545°N 103.5651°E |
| 国民小学   | JBA1047 | 莫尼泊国民小学           | SK Morni Pok                 | 265               | 1°21′36″N 103°35′16″E / 1.3599°N 103.5879°E |
| 国民小学   | JBA1048 | 丹絨古邦国民小学         | SK Tanjung Kupang            | 92                | 1°21′37″N 103°36′43″E / 1.3603°N 103.6119°E |
| 国民小学   | JBA1051 | 甘榜埔來国民小学         | SK Kampung Pulai             | 372               | 1°28′36″N 103°34′02″E / 1.4767°N 103.5673°E |
| 国民小学   | JBA1086 | 蘇丹阿布峇卡綜合国民小学 | SK Kompleks Sultan Abu Bakar | 463               | 1°23′10″N 103°35′50″E / 1.3860°N 103.5971°E |
| 国民小学   | JBA1111 | 先鋒園国民小学           | SK Taman Nusa Perintis       | 880               | 1°27′21″N 103°35′33″E / 1.4559°N 103.5926°E |
| 国民小学   | JBA1127 | 達樂鎮国民小学           | SK Nusantara                 | 1,371             | 1°28′06″N 103°34′51″E / 1.4683°N 103.5807°E |
| 淡米尔小学 | JBD1025 | 振林山淡米尔小学         | SJK (T) Gelang Patah         | 199               | 1°27′31″N 103°34′29″E / 1.4587°N 103.5747°E |

### 中学
振林山共有4所中学，归属新山县教育局管辖，皆为国民中学。
| 类型     | 编号    | 中文名                   | 马来文名                      | 学生数量 （2020） | 坐标                                        |
| -------- | ------- | ------------------------ | ----------------------------- | ----------------- | ------------------------------------------- |
| 国民中学 | JEA1043 | 丹絨亞當国民中学         | SMK Tanjung Adang             | 217               | 1°21′20″N 103°33′57″E / 1.3555°N 103.5657°E |
| 国民中学 | JEA1056 | 蘇丹阿布峇卡綜合国民中学 | SMK Kompleks Sultan Abu Bakar | 381               | 1°23′03″N 103°35′57″E / 1.3843°N 103.5992°E |
| 国民中学 | JEA1086 | 努沙再也国民中学         | SMK Taman Nusajaya            | 1,414             | 1°28′07″N 103°34′55″E / 1.4687°N 103.5820°E |
| 国民中学 | JEE1004 | 振林山国民中学           | SMK Gelang Patah              | 1,446             | 1°26′58″N 103°35′28″E / 1.4494°N 103.5910°E |

## 宗教信仰

### 振林山龍安宮
振林山龍安宮是於1923年前所建，主座爲福德正神，也供奉感天大帝、關帝聖君、王母娘娘、張公聖君、齊天大聖等神明。據說因日軍入侵及頻頻發生野獸襲擊村民事故，爲了祈求平安，村內華族先輩包括黃慶祝等，在現今龍安宮廟地內之拿督公廟原址小山丘處建了一座小廟，開始供奉大伯公福德正神。之後因村內一個岸邊小碼頭，經常發生鱷魚吃人事件以及運岸工人掉海失踪等意外，村民決定恭請龍安宮大伯公出巡。從此，龍安宮才有伯公謝港出巡的儀式。1950年代二戰結束後，振林山的發展及村民的生活開始漸入佳境，村民善信於是決定成立龍安宮理事會。龍安宮於1967年第一次重修，1984年進行擴建。1985年，龍安宮理事會正式獲得社團註冊局批准，成爲一間擁有合法准證的廟宇。1990年龍安宮再次重修，2006年因廟宇木樑嚴重腐壞，建廟委員會將整座廟宇拆除重建。龍安宮的年度慶典有大伯公千秋寶誕（二月初二）、慶中元（七月廿五），以及謝港慶典（十一月十四至二十）。

### 泊港洪仙大帝廟
泊港洪仙大帝廟主座爲洪仙大帝。早期柔南一帶包括士古來八哩半、五間店以及振林山原始荒涼，遍地叢林，毒蛇猛虎常常出沒。因此，坊間興起祀拜「三腳白虎」的化身洪仙大帝，以祈求保佑平安。2002年6月23日，南方學院「搜集柔佛潮人歷史資料合作計劃」工作小組在泊港的洪仙大帝廟，發現兩面咸豐年間的木刻匾額。其中一面「眾位諸神」匾額刻有「咸豐癸丑年」（1853年），另一面「明惪進香」匾額刻有「咸豐辛酉年」（1861年）。這兩塊匾額是目前已知的新山地區古廟中年代最爲久遠的歷史文物，證明1853年已有華人到此拓殖，比新山開埠年代（1855年）還早。

## 交通

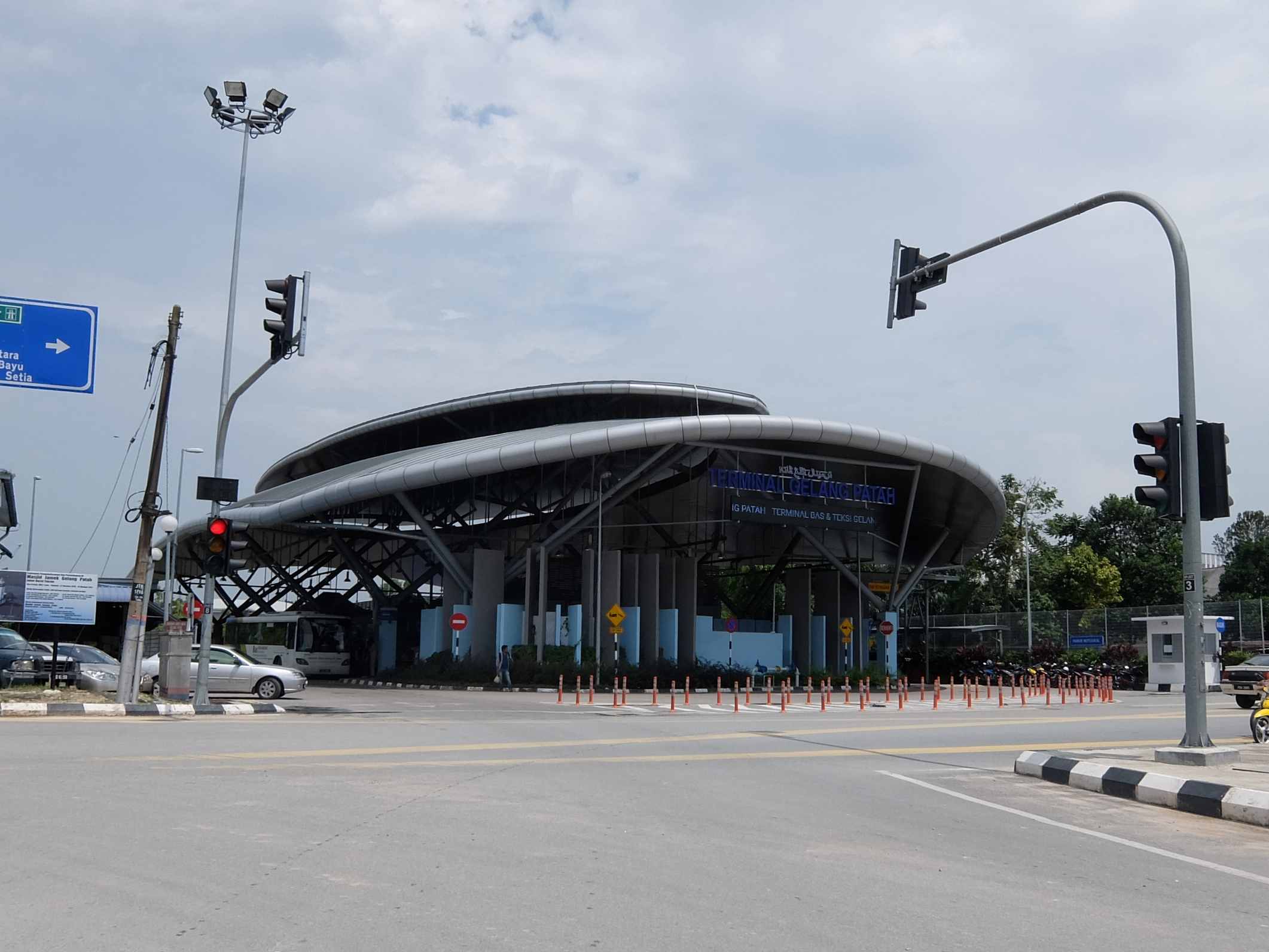
振林山巴士及德士总站

通過311努沙再也出口或312振林山出口可前往  第二通道高速公路。此高速公路北端銜接士乃國際機場，南端銜接丹絨古邦馬新第二通道大橋。312振林山出口同時也銜接  依斯干達濱海快速公路，可通往依斯干達公主城以及東部的新山。311努沙再也出口則與 J239 依斯干達城大道的西端銜接，同樣可東往至依斯干達公主城。此外，J4 振林山－士姑來路以及 J7 振林山－烏魯槽路都是城鎮內主要的道路。
振林山建有巴士及德士總站，於2016年10月16日正式啓用，耗資680萬令吉。從拉慶中央車站乘搭Causeway Link巴士T40号可往返振林山。振林山也有提供柔佛和諧巴士服務，P-213路線可往返振林山巴士總站和士姑來大學城巴士總站。